# Prampi Makara
Prampi Makara es uno de los doce distritos que forman la provincia camboyana de Nom Pen, con una población estimada en marzo de 2008 de 91 895 habitantes. Está dividido en las siguientes  comunas (khum), que se muestran asimismo con población estimada de 2008:
- Boeng Prolit 10,169
- Mittakpheap 10,268
- Monourom 11,227
- Ou Ruessei Bei 7,673
- Ou Ruessei Buon 9,418
- Ou Ruessei Muoy 8,133
- Ou Ruessei Pir 9,518
- Veal Vong 25,489[1]